# Mount Bierle
Mount Bierle ist ein 2360 m hoher Berg im ostantarktischen Viktorialand. In den Admiralitätsbergen ragt er 7 km nördlich des Mount Granholm auf.
Der United States Geological Survey kartierte ihn anhand eigener Vermessungen und Luftaufnahmen der United States Navy aus den Jahren von 1960 bis 1963. Das Advisory Committee on Antarctic Names benannte ihn 1970 nach dem US-amerikanischen Biologen Donald A. Bierle vom United States Antarctic Research Program, der in den antarktischen Sommern zwischen 1966 und 1967 sowie zwischen 1967 und 1968 auf der McMurdo-Station tätig war.